# Danny Bruno
Danny Bruno (født 30. september 1952) er en amerikansk teater-, tv- og filmskuespiller som er mest kendt for at spille Bud Wurstner i tv-serien Grimm.